# Mayadine
Mayadine (al-Mayadin, en arabe : ميادين) est une ville du gouvernorat de Deir ez-Zor, en Syrie. Sa population en 2004 est de 48 922 personnes. C'est le chef-lieu du district éponyme.

## Géographie
La ville se trouve sur la rive droite de l'Euphrate, à environ 90 km de la frontière irakienne, et à près de 50 km au sud de Deir ez-Zor, la capitale du gouvernorat.

## Histoire médiévale
La ville a été fondée à l'époque abbasside sous le nom d'al-Rahba. Elle aurait été construite par Malik b. Tawq à l'époque du califat d’al-Maʾmun (198-218/813-833). Au Xe siècle, les gouverneurs de Rahba sont tour à tour dépendants des Ḥamdānides de Mossoul, des Fatimides de Fustat ou des Bouyides de Bagdad. Ce morcellement du pouvoir politique, à la fin de l’époque abbasside, a facilité la mainmise de la dynastie des Mirdāsides (1005‐1080) sur la région, après que le gouverneur de la ville, Salih b. Mirdas, eut pris son indépendance. Elle tombe ensuite aux mains des Seldjoukides. La ville aurait été détruite par un tremblement de terre en 1157 puis reconstruite, en 559/1164, à 5 km de là, au pied de l'actuelle citadelle de Qal‘at al-Rahba. À partir de cette date, elle demeura pendant un siècle dans la famille de Shirkuh, l'oncle de Saladin.
Des fouilles archéologiques ont eu lieu sur le site de Rahba-Mayadin, sous la direction de Kassem Toueir (Direction Générale des Antiquités et Musées de Syrie) et Thierry Bianquis (Institut Français d'Études Arabes de Damas, maintenant l'IFPO) de 1976 à 1980. Dans la ville ancienne, au bord de l'Euphrate, elles ont permis de définir le plan de la ville médiévale, de dégager un quartier d'habitation et un secteur d'atelier de production de céramique,. Sur le second site, au pied de la citadelle de Rahba, c'est une mosquée qui a été fouillée. Ces sites sont une référence pour la connaissance des périodes s’étalant entre le IXe et le XIVe siècle dans la moyenne vallée de l’Euphrate.

## Histoire récente
Lors de la guerre civile syrienne, la ville de Mayadine est prise par les rebelles le 22 novembre 2012. Elle passe ensuite aux mains du Front al-Nosra, qui abandonne la ville à l'État islamique (EI) le 3 juillet 2014 lors de l'offensive de Deir ez-Zor.
Quelques mois avant le début de la bataille déclenchée en juin 2017 par les Forces démocratiques syriennes (FDS) dans le but de reprendre la ville de Raqqa, souvent été considérée comme la « capitale » officieuse de l'EI, l'état-major et l'administration de l'organisation djihadiste auraient quitté cette dernière pour s'installer à Mayadin.
Le 6 octobre 2017, l'armée arabe syrienne en provenance de Deir ez-Zor pénètre à Mayadine par l'ouest de la ville.